# Jayme Estrella
Jayme Rodrigues Estrella Júnior (São Paulo, 07 de abril de 1947 – Santos, 21 de fevereiro de 1985), conhecido como Cebola, foi um militante do Partido Comunista Brasileiro e presidente do Centro dos Estudantes de Santos (CES) em 1968, conhecido por ter dedicado sua vida ao combate à ditadura militar. Cebola esteve preso no DOI-CODI juntamente com Vladimir Herzog e o prefeito David Capistrano Filho em 1975. Devido às sequelas sofridas pela tortura, faleceu dez anos depois. Em sua homenagem, em 1996 a estação rodoviária de Santos passou a se chamar Terminal Jaime Rodrigues Estrella Júnior por decisão do então prefeito santista.